# 安井得洋
安井得洋（やすい とくひろ、1982年12月8日 - ）は、福井県出身の男子フィールドホッケー選手である。160cm、59kg。名古屋フラーテル所属。ポジションはフォワード。
| 生年月日 | 1982年12月8日  |
| 身長     | 160cm          |
| 体重     | 59kg           |
| 血液型   | B型            |
| 所属企業 | 表示灯株式会社 |
| 出身地   | 福井県         |
| 出身高校 | 丹生高校       |
| 出身大学 | 山梨学院大学   |

## 来歴
- 父が経験していた事もあり、地元で盛んだったホッケーを小学4年から始める。丹生高校を経て、山梨学院大学に入学。2001年創部の初期メンバーの一人。創部当初8名からスタートし、わずか4年でチームを全日本の舞台まで導く。4年生時にはチームのキャプテンも務め、東日本インカレで優勝するなど、ホッケー界における山梨学院の地位を一躍トップに押し上げた。

- 卒業後の2005年に男子ホッケーの名門、表示灯に入社。コンスタントに活躍を続け、後身の名古屋フラーテルと合わせ2年連続4冠を達成。

- 2007年日本リーグで6年連続6度目の優勝を達成。